# Lista episoadelor din Boruto: Naruto Next Generations
Lista episoadelor din Boruto: Naruto Next Generations conține episoadele seriei anime Boruto: Naruto Next Generations, ce se bazează pe seria manga Boruto: Naruto Next Generations de Ukyo Kodachi, regizate de Noriyuki Abe și Hiroyuki Yamashita, produse de Studioul Pierrot și TV Tokyo și care au început să fie difuzate pe data de 5 aprilie 2017 la TV Tokyo.

## Lista episoadelor
| Nr. Ep. Original | Nr. Ep. Serie | Nr. Ep. Sezon | Titlu                                                            | Apariție           |
| ---------------- | ------------- | ------------- | ---------------------------------------------------------------- | ------------------ |
| 721              | 1             | 1             | Boruto Uzumaki!                                                  | 5 aprilie 2017     |
| 722              | 2             | 2             | Fiul hokagelui!                                                  | 12 aprilie 2017    |
| 723              | 3             | 3             | Metal Lee o ia razna!                                            | 19 aprilie 2017    |
| 724              | 4             | 4             | O bătălie ninjutsu a sexelor!                                    | 26 aprilie 2017    |
| 725              | 5             | 5             | Noul elev misterios transferat!                                  | 3 mai 2017         |
| 726              | 6             | 6             | Lecția finală!                                                   | 10 mai 2017        |
| 727              | 7             | 7             | Dragoste și chipsuri!                                            | 17 mai 2017        |
| 728              | 8             | 8             | Dezvăluirea visului                                              | 24 mai 2017        |
| 729              | 9             | 9             | Dovada sinelui                                                   | 31 mai 2017        |
| 730              | 10            | 10            | Incidentul fantomă: Începe investigarea!                         | 7 iunie 2017       |
| 731              | 11            | 11            | Umbra creierului operațiunii                                     | 14 iunie 2017      |
| 732              | 12            | 12            | Boruto și Mitsuki                                                | 21 iunie 2017      |
| 733              | 13            | 13            | Apare demonul bestie!                                            | 28 iunie 2017      |
| 734              | 14            | 14            | Calea pe care Boruto o poate vedea                               | 5 iulie 2017       |
| 735              | 15            | 15            | O nouă cale                                                      | 12 iulie 2017      |
| 736              | 16            | 16            | Criză: Amenințarea eșecului!                                     | 19 iulie 2017      |
| 737              | 17            | 17            | Fugi, Sarada!                                                    | 26 iulie 2017      |
| 738              | 18            | 18            | O zi din viața Familiei Uzumaki                                  | 2 august 2017      |
| 739              | 19            | 19            | Sarada Uchiha                                                    | 9 august 2017      |
| 740              | 20            | 20            | Băiatul cu sharingan                                             | 16 august 2017     |
| 741              | 21            | 21            | Sasuke și Sarada                                                 | 23 august 2017     |
| 742              | 22            | 22            | Sentimente legate                                                | 30 august 2017     |
| 743              | 23            | 23            | Legăturile pot avea orice formă                                  | 6 septembrie 2017  |
| 744              | 24            | 24            | Boruto și Sarada                                                 | 13 septembrie 2017 |
| 745              | 25            | 25            | Excursia turbulentă!                                             | 20 septembrie 2017 |
| 746              | 26            | 26            | Succesorul mizukagelui                                           | 27 septembrie 2017 |
| 747              | 27            | 27            | O luptă shinobi a prieteniei                                     | 4 octombrie 2017   |
| 748              | 28            | 28            | Declarație de război!                                            | 11 octombrie 2017  |
| 749              | 29            | 29            | Cei șapte noi spadasini ninja!                                   | 18 octombrie 2017  |
| 750              | 30            | 30            | Sharinganul vs. sabia fulger, Kiba colțul!                       | 25 octombrie 2017  |
| 751              | 31            | 31            | Boruto și Kagura                                                 | 1 noiembrie 2017   |
| 752              | 32            | 32            | Fuga după suveniruri                                             | 8 noiembrie 2017   |
| 753              | 33            | 33            | Problema pergamentului super bestiei!                            | 15 noiembrie 2017  |
| 754              | 34            | 34            | Noaptea stelelor căzătoare                                       | 22 noiembrie 2017  |
| 755              | 35            | 35            | Ședința cu părinți și profesori!                                 | 29 noiembrie 2017  |
| 756              | 36            | 36            | Începe examenul de absolvire!                                    | 6 decembrie 2017   |
| 757              | 37            | 37            | Hotărârea unui shinobi                                           | 13 decembrie 2017  |
| 758              | 38            | 38            | Formarea echipelor de trei oameni?                               | 20 decembrie 2017  |
| 759              | 39            | 39            | Calea iluminată de luna plină                                    | 27 decembrie 2017  |
| 760              | 40            | 40            | Echipa 7: Prima misiune                                          | 10 ianuarie 2018   |
| 761              | 41            | 41            | Puterea muncii în echipă                                         | 17 ianuarie 2018   |
| 762              | 42            | 42            | Datoria unui ninja                                               | 24 ianuarie 2018   |
| 763              | 43            | 43            | Gruparea Byakuya iese la iveală                                  | 31 ianuarie 2018   |
| 764              | 44            | 44            | Îndoielile lui Shikadai                                          | 7 februarie 2018   |
| 765              | 45            | 45            | Amintirile din ziua cu ninsoare                                  | 14 februarie 2018  |
| 766              | 46            | 46            | Începe! Strategia blazonului nopții                              | 21 februarie 2018  |
| 767              | 47            | 47            | Persoana care aspir să devin                                     | 28 februarie 2018  |
| 768              | 48            | 48            | Documentarul geninilor!                                          | 7 martie 2018      |
| 769              | 49            | 49            | Wasabi și Namida                                                 | 14 martie 2018     |
| 770              | 50            | 50            | Examenele chunin: Întâlnirea de recomandare                      | 21 martie 2018     |
| 771              | 51            | 51            | Aniversarea lui Boruto                                           | 28 martie 2018     |
| 772              | 52            | 52            | Umbra lui Sasuke                                                 | 4 aprilie 2018     |
| 773              | 53            | 53            | Aniversarea lui Himawari                                         | 11 aprilie 2018    |
| 774              | 54            | 54            | Sasuke și Boruto                                                 | 18 aprilie 2018    |
| 775              | 55            | 55            | Unealta ninja științifică                                        | 25 aprilie 2018    |
| 776              | 56            | 56            | Adversari, adunați-vă!                                           | 3 mai 2018         |
| 777              | 57            | 57            | Motivul pentru care nu pot pierde                                | 10 mai 2018        |
| 778              | 58            | 58            | Începe turneul!                                                  | 17 mai 2018        |
| 779              | 59            | 59            | Boruto vs. Shikadai                                              | 24 mai 2018        |
| 780              | 60            | 60            | Satul Frunzei vs. Satul Nisipului                                | 31 mai 2018        |
| 781              | 61            | 61            | Posesorul nisipului de fier: Shinki                              | 7 iunie 2018       |
| 782              | 62            | 62            | Invazia Otsutsuki                                                | 14 iunie 2018      |
| 783              | 63            | 63            | Arma secretă a lui Sasuke                                        | 28 iunie 2018      |
| 784              | 64            | 64            | Salvarea lui Naruto!                                             | 5 iulie 2018       |
| 785              | 65            | 65            | Tată și fiu                                                      | 19 iulie 2018      |
| 786              | 66            | 66            | Povestea mea!                                                    | 26 iulie 2018      |
| 787              | 67            | 67            | Modul super fluture al lui Cho-Cho!                              | 2 august 2018      |
| 788              | 68            | 68            | Modul super sărut al lui Cho-Cho!                                | 9 august 2018      |
| 789              | 69            | 69            | Revolta super a dragostei lui Cho-Cho!                           | 16 august 2018     |
| 790              | 70            | 70            | Cealaltă față a neliniștii                                       | 23 august 2018     |
| 791              | 71            | 71            | Cea mai tare piatră din lume                                     | 30 august 2018     |
| 792              | 72            | 72            | Voința lui Mitsuki                                               | 6 septembrie 2018  |
| 793              | 73            | 73            | Cealaltă față a lunii                                            | 13 septembrie 2018 |
| 794              | 74            | 74            | Dușmanul, Ino-Shika-Cho!                                         | 20 septembrie 2018 |
| 795              | 75            | 75            | Încercările de la peștera Ryuchi                                 | 20 septembrie 2018 |
| 796              | 76            | 76            | Suferind mânie                                                   | 7 octombrie 2018   |
| 797              | 77            | 77            | Un inamic fioros: Atacul feroce a lui Garaga!                    | 14 octombrie 2018  |
| 798              | 78            | 78            | Motivele tuturor                                                 | 21 octombrie 2018  |
| 799              | 79            | 79            | Reunirea cu Mitsuki                                              | 28 octombrie 2018  |
| 800              | 80            | 80            | Prietenul lui Mitsuki                                            | 4 noiembrie 2018   |
| 801              | 81            | 81            | Dorința lui Boruto                                               | 11 noiembrie 2018  |
| 802              | 82            | 82            | Infiltrare în satul Pietrei                                      | 18 noiembrie 2018  |
| 803              | 83            | 83            | Justiția lui Ohnoki                                              | 25 noiembrie 2018  |
| 804              | 84            | 84            | Gândurile lui Ohnoki, gândurile lui Ku                           | 2 decembrie 2018   |
| 805              | 85            | 85            | Piatra inimii                                                    | 9 decembrie 2018   |
| 806              | 86            | 86            | Voința lui Kozuchi                                               | 16 decembrie 2018  |
| 807              | 87            | 87            | Senzația de a trăi                                               | 23 decembrie 2018  |
| 808              | 88            | 88            | Confruntare: Kokuyou!                                            | 6 ianuarie 2019    |
| 809              | 89            | 89            | O inimă care străpunge                                           | 13 ianuarie 2019   |
| 810              | 90            | 90            | Mitsuki și Sekiei                                                | 20 ianuarie 2019   |
| 811              | 91            | 91            | Voința lui Ohnoki                                                | 27 ianuarie 2019   |
| 812              | 92            | 92            | O nouă obișnuință                                                | 3 februarie 2019   |
| 813              | 93            | 93            | Ziua părinților și a copiilor                                    | 10 februarie 2019  |
| 814              | 94            | 94            | O porție disproporționată! Concursul de mâncat                   | 17 februarie 2019  |
| 815              | 95            | 95            | Tactici ca să te înțelegi cu fiica ta                            | 24 februarie 2019  |
| 816              | 96            | 96            | Sânge, sudoare, și lacrimi                                       | 3 martie 2019      |
| 817              | 97            | 97            | Decizia lui Shikadai                                             | 10 martie 2019     |
| 818              | 98            | 98            | Pădurea blestemată                                               | 17 martie 2019     |
| 819              | 99            | 99            | Jugo și semnul blestemat                                         | 24 martie 2019     |
| 820              | 100           | 100           | Calea predestinată                                               | 31 martie 2019     |
| 821              | 101           | 101           | Intaririle lui Jugo                                              | 07 aprilie 2019    |
| 822              | 102           | 102           | Incaierare                                                       | 14 aprilie 2019    |
| 824              | 103           | 103           | Sezonul mirgatiei                                                | 21 aprilie 2019    |
| 823              | 104           | 104           | Micutul coleg de camera                                          | 28 aprilie 2019    |
| 824              | 105           | 105           | O rana in inima                                                  | 05 mai 2019        |
| 825              | 106           | 106           | Pergamentele abur ninja misiunea de rang S                       | 12 mai 2019        |
| 826              | 107           | 107           | Pergamentele Abur Ninja: Războiul între câini și pisici!         | 19 mai 2019        |
| 827              | 108           | 108           | Hanul bântuit                                                    | 26 mai 2019        |
| 828              | 109           | 109           | Pergamentele abur ninja: Chipsuri de cartofi şi bolovanul uriaş! | 2 iunie 2019       |
| 829              | 110           | 110           | Pergamentele abur ninja: Izvorul Termal al Învierii!             | 09 iunie 2019      |
| 830              | 111           | 111           | Pergamentele abur ninja: Regele lui Mirai!                       | 16 iunie 2019      |
| 831              | 112           | 112           | Conferinţa de selecţie pentru chunini                            | 23 iunie 2019      |
| 832              | 113           | 113           | Calităţile unui căpitan                                          | 30 iunie 2019      |
| 833              | 114           | 114           | Război prin delegați cu Cărţi X                                  | 07 iulie 2019      |
| 834              | 115           | 115           | Echipa 25                                                        | 14 iulie 2019      |
| 835              | 116           | 116           | Konohamaru și Remon                                              | 21 iulie 2019      |
| 836              | 117           | 117           | Secretul lui Remon                                               | 28 iulie 2019      |
| 837              | 118           | 118           | Ceva ce fură amintiri                                            | 04 august 2019     |
| 838              | 119           | 119           | Calea ninja a lui Konohamaru                                     | 11 august 2019     |
| 839              | 120           | 120           | Sasuke e ținta                                                   | 18 august 2019     |
| 840              | 121           | 121           | Misiunea încredințată: Protejarea lui O Coadă                    | 25 august 2019     |
| 841              | 122           | 122           | Lupta marionetelor!                                              | 01 septembrie 2019 |
| 842              | 123           | 123           | Urashiki se întoarce                                             | 08 septembrie 2019 |
| 843              | 124           | 124           | Momentul deciziei                                                | 15 septembrie 2019 |
| 844              | 125           | 125           | Boruto și Shinki                                                 | 22 septembrie 2019 |
| 845              | 126           | 126           | Trucul lui Shukaku                                               | 29 septembrie 2019 |
| 846              | 127           | 127           | Tactici de mozolire                                              | 06 octombrie 2019  |
| 847              | 128           | 128           | Ținta lui Urashiki                                               | 13 octombrie 2019  |
| 848              | 129           | 129           | Satul ascuns între frunze                                        | 20 octombrie 2019  |
| 849              | 130           | 130           | Genini, adunarea!                                                | 27 octombrie 2019  |
| 850              | 131           | 131           | Puterea lui Nouă Cozi                                            | 03 noiembrie 2019  |
| 851              | 132           | 132           | Misiunea lui Jiraiya                                             | 10 noiembrie 2019  |
| 852              | 133           | 133           | Un sat fără Sasuke                                               | 24 noiembrie 2019  |
| 853              | 134           | 134           | Puterea de a vedea viitorul                                      | 01 decembrie 2019  |
| 854              | 135           | 135           | Ultima luptă: Urashiki                                           | 08 decembrie 2019  |
| 855              | 136           | 136           | Traversarea timpului                                             | 15 decembrie 2019  |
| 856              | 137           | 137           | Eleva samurai nou-transferată                                    | 22 decembrie 2019  |
| 857              | 138           | 138           | Ziua de naștere a lui Hiashi                                     | 29 decembrie 2019  |
| 858              | 139           | 139           | Teroarea! Enko Onikuma                                           | 12 ianuarie 2020   |
| 859              | 140           | 140           | Tehnica minții care a pierdut în fața chipsurilor                | 19 ianuarie 2020   |
| 860              | 141           | 141           | Închisoarea shinobi: Castelul Hozuki                             | 26 ianuarie 2020   |
| 861              | 142           | 142           | Un test al voinței                                               | 02 februarie 2020  |
| 862              | 143           | 143           | Criminalul care-l caută pe Kokuri                                | 09 februarie 2020  |
| 863              | 144           | 144           | Secretul lui Kokuri                                              | 16 februarie 2020  |
| 864              | 145           | 145           | Evadarea din castelul Hozuki                                     | 23 februarie 2020  |
| 865              | 146           | 146           | Executarea evadării                                              | 01 martie 2020     |
| 866              | 147           | 147           | Lupta de sub lumina lunii                                        | 08 martie 2020     |
| 867              | 148           | 148           | O nouă misiune!                                                  | 15 martie 2020     |
| 868              | 149           | 149           | Prieteni                                                         | 22 martie 2020     |
| 869              | 150           | 150           | Valoarea unui as din mânecă                                      | 29 martie 2020     |
| 870              | 151           | 151           | Boruto și Tento                                                  | 05 aprilie 2020    |
| 871              | 152           | 152           | Dezvoltarea ninjutsului medical                                  | 12 aprilie 2020    |
| 872              | 153           | 153           | Armonie în aur                                                   | 19 aprilie 2020    |
| 873              | 154           | 154           | Ședința de antrenament ninja a lui Himawari                      | 26 aprilie 2020    |
| 874              | 155           | 155           | Ziua ploioasă a lui Mitsuki                                      | 05 iulie 2020      |
| 875              | 156           | 156           | Nu pot rămâne în forma mea suplă                                 | 12 iulie 2020      |
| 876              | 157           | 157           | Urmele celor din Kara                                            | 19 iulie 2020      |
| 877              | 158           | 158           | Bărbatul dispărut                                                | 26 iulie 2020      |
| 878              | 159           | 159           | Celula Hashirama                                                 | 02 august 2020     |
| 879              | 160           | 160           | Către Țara Tăcerii                                               | 09 august 2020     |
| 880              | 161           | 161           | Castelul de coșmar                                               | 16 august 2020     |
| 881              | 162           | 162           | Scăparea de plasa care se strânge                                | 23 august 2020     |
| 882              | 163           | 163           | Urmăritorii                                                      | 30 august 2020     |
| 883              | 164           | 164           | Tehnica interzisă a morții                                       | 06 septembrie 2020 |
| 884              | 165           | 165           | Datoria cvadrupleților                                           | 13 septembrie 2020 |
| 885              | 166           | 166           | Lupta mortală                                                    | 20 septembrie 2020 |
| 886              | 167           | 167           | Decizia lor                                                      | 27 septembrie 2020 |
| 887              | 168           | 168           | Începe antrenamentul                                             | 04 octombrie 2020  |
| 888              | 169           | 169           | O misiune alături de satul Nisipului                             | 11 octombrie 2020  |
| 889              | 170           | 170           | Un nou Rasengan                                                  | 18 octombrie 2020  |
| 890              | 171           | 171           | Roadele antrenamentului                                          | 25 octombrie 2020  |
| 891              | 172           | 172           | O semnătură a fricii                                             | 01 noiembrie 2020  |
| 892              | 173           | 173           | Secretul din spatele camerei subterane                           | 08 noiembrie 2020  |
| 893              | 174           | 174           | Învierea Copacului Divin                                         | 15 noiembrie 2020  |
| 894              | 175           | 175           | Dincolo de limite!                                               | 22 noiembrie 2020  |
| 895              | 176           | 176           | Baricadați poarta A-Un!                                          | 29 noiembrie 2020  |
| 896              | 177           | 177           | Sistemul de simțiri al zidului de fier                           | 06 decembrie 2020  |
| 897              | 178           | 178           | Exemplul taților noștri                                          | 13 decembrie 2020  |
| 898              | 179           | 179           | Uneltirea lui Victor                                             | 20 decembrie 2020  |
| 899              | 180           | 180           | Mugino, asasinul                                                 | 27 decembrie 2020  |
| 900              | 181           | 181           | Recipientul                                                      | 10 ianuarie 2021   |
| 901              | 182           | 182           | Ao                                                               | 17 ianuarie 2021   |
| 902              | 183           | 183           | Mâna                                                             | 24 ianuarie 2021   |
| 903              | 184           | 184           | Marionete                                                        | 31 ianuarie 2021   |
| 904              | 185           | 185           | Unelte                                                           | 07 februarie 2021  |
| 905              | 186           | 186           | Cum se folosește                                                 | 14 februarie 2021  |
| 906              | 187           | 187           | Karma                                                            | 21 februarie 2021  |
| 907              | 188           | 188           | Trezire                                                          | 28 februarie 2021  |
| 908              | 189           | 189           | Rezonanță                                                        | 07 martie 2021     |
| 909              | 190           | 190           | Scăpare                                                          | 14 martie 2021     |
| 910              | 191           | 191           | Câine vagabond                                                   | 21 martie 2021     |
| 911              | 192           | 192           | Trecut                                                           | 28 martie 2021     |
| 912              | 193           | 193           | Coexistență                                                      | 04 aprilie 2021    |
| 913              | 194           | 194           | Casa Uzumaki                                                     | 11 aprilie 2021    |
| 914              | 195           | 195           | O vază                                                           | 18 aprilie 2021    |
| 915              | 196           | 196           | O forță care leagă                                               | 25 aprilie 2021    |
| 916              | 197           | 197           | Delta                                                            | 02 mai 2021        |
| 917              | 198           | 198           | Monștri                                                          | 09 mai 2021        |
| 918              | 199           | 199           | Supraîncărcare                                                   | 16 mai 2021        |
| 919              | 200           | 200           | Devin un ucenic                                                  | 23 mai 2021        |
| 920              | 201           | 201           | Lacrimi goale                                                    | 30 mai 2021        |
| 921              | 202           | 202           | Cultul                                                           | 06 iunie 2021      |
| 922              | 203           | 203           | Atac surpriză!                                                   | 13 iunie 2021      |
| 923              | 204           | 204           | E de rău                                                         | 20 iunie 2021      |
| 924              | 205           | 205           | Dovadă                                                           | 27 iunie 2021      |
| 925              | 206           | 206           | Noua Echipă 7                                                    | 04 iulie 2021      |
| 926              | 207           | 207           | Regenerare                                                       | 11 iulie 2021      |
| 927              | 208           | 208           | Manifestarea lui Momoshiki                                       | 18 iulie 2021      |

## Filme
| Nr. Film Original | Nr. Film Serie | Titlu                 | Apariție      |
| ----------------- | -------------- | --------------------- | ------------- |
| Filmul 1          | Filmul 1       | Boruto: Naruto Filmul | 7 august 2015 |

## OVA-uri
| Nr. OVA Original | Nr. OVA Serie | Titlu                                | Apariție     |
| ---------------- | ------------- | ------------------------------------ | ------------ |
| OVA 11           | OVA 1         | Ziua în care Naruto a devenit hokage | 6 iulie 2016 |